# Diarra
Els Diarra (a vegades escrit Diara) fou la dinastia que va governar el regne bambara de Segu (o Ségou pel seu nom francès) de 1766 a 1862 (i algunes parts entre 1862 i 1890).
En 1766, Ngolo Diarra, un esclau (no originari sinó esdevingut esclau per deutes d'impostos establerts per la dinastia dels Coulibaly), es va apoderar del tron durant l'anarquia que va seguir a l'assassinat d'Ali Coulibaly, i es va poder imposar als "tondjons" (grups de persones de la mateixa classe social organitzats). Va regnar fins vers 1790 o 1792 posant als seus fills al front dels governs regionals principals; al tornar d'una campanya contra els mossis a Riziam va morir i el va succeir el seu fill Monson Diarra (1790 o 1792 a 1808), i va estendre el domini envaint el regne bambara de Kaarta, arribant en les seves conquestes fins a Timbuctú el 1800. El seu fill Da Diarra (1808-1827) el va succeir i encara va engrandir el regne. Va lluitar contra l'imperi peul de Macina que per mitjà de la gihad estava establint Seku Amadu. Després van governar set germans (tots fills de Monson) successivament: Tiéfolo Diarra (1827-1840), Kirango Ba (1840-1848), Nalenkoma (1851-1854), Massa Demba (1851-1854), Bina Mari dit Torokoro Mari (1854-1855) i Wetala Ali (1855-1861). Torokoro fou assassinat pel seu vuité germà Kegué Mari que va deixar el tron al nouè germà Ali. Durant aquests set darrers governs el regne es va afeblir. El 1859 al-Hadjdj Umar Tall va envair el regne de Segu i va derrotar les forces dels Diarra a Ngano el 22 de maig de 1860 i després a Thio el 20 de febrer de 1861 entrant a Ségou-Sikoro el 9 de març de 1861.
Kegué Mari va reagrupar les forces bambares i va resistir a Umar des de la seva residència a Tuna (Touna) a uns 30 km de Segu. Kegué Mari va morir el 1870 i el va succeir el seu nebot Nienemba II (fill de Da Diarra) que va traslladar la capital a Sambala no lluny de Touna. Fou reemplaçat el 1878 per Massatoma (1878-1883) que va establir la capital a Morigoubou prop de Djenné. El va succeir Karamoko Diarra (1883-1887) que va arribar a amenaçar els murs de Segu on ara governava Ahmadu, fill d'al-Hadjdj Umar (que havia mort el 1864). Per rivalitat familiars Karamoko va enverinar als seus cosins Togoma i Monson fills del seu oncle Tiefolo (rei 1827-1840) però un tercer germà, N'To, va enverinar a Karamoko que fou succeït pel seu germà Mari Diarra.
Archinard, el governador francès, va mantenir cordials relacions amb els Diarra dels que buscava el suport en la guerra contra els tuculors de Segu dirigits per Ahmadu. Els francesos van ocupar Ségou (Segu) el 6 d'abril de 1890 i van posar en el tron a Mari Diarra com a rei protegit, però aquest aviat va veure que els francesos no el deixarien manar i a més van partir el seu regne (van crear al sud de Ségou el regne de Nango). El resident capità Underberg va al·legar un complot i va fer detenir a Mari Diarra, al que tot seguit va fer afusellar junt amb els seus col·laboradors més propers el 29 de maig de 1890. Llavors va posar al tron a Bodian de la dinastia Massassi de Kaarta, al que ja s'havia cedit el tron de Nango. Poc després el regne de Ségou fou dividit i un tuculor cap dels telegrafistes francesos, Mademba By fou nomenat rei de Sansanding, restant Bodian com a rei a Ségou.